# Julia Beerhold

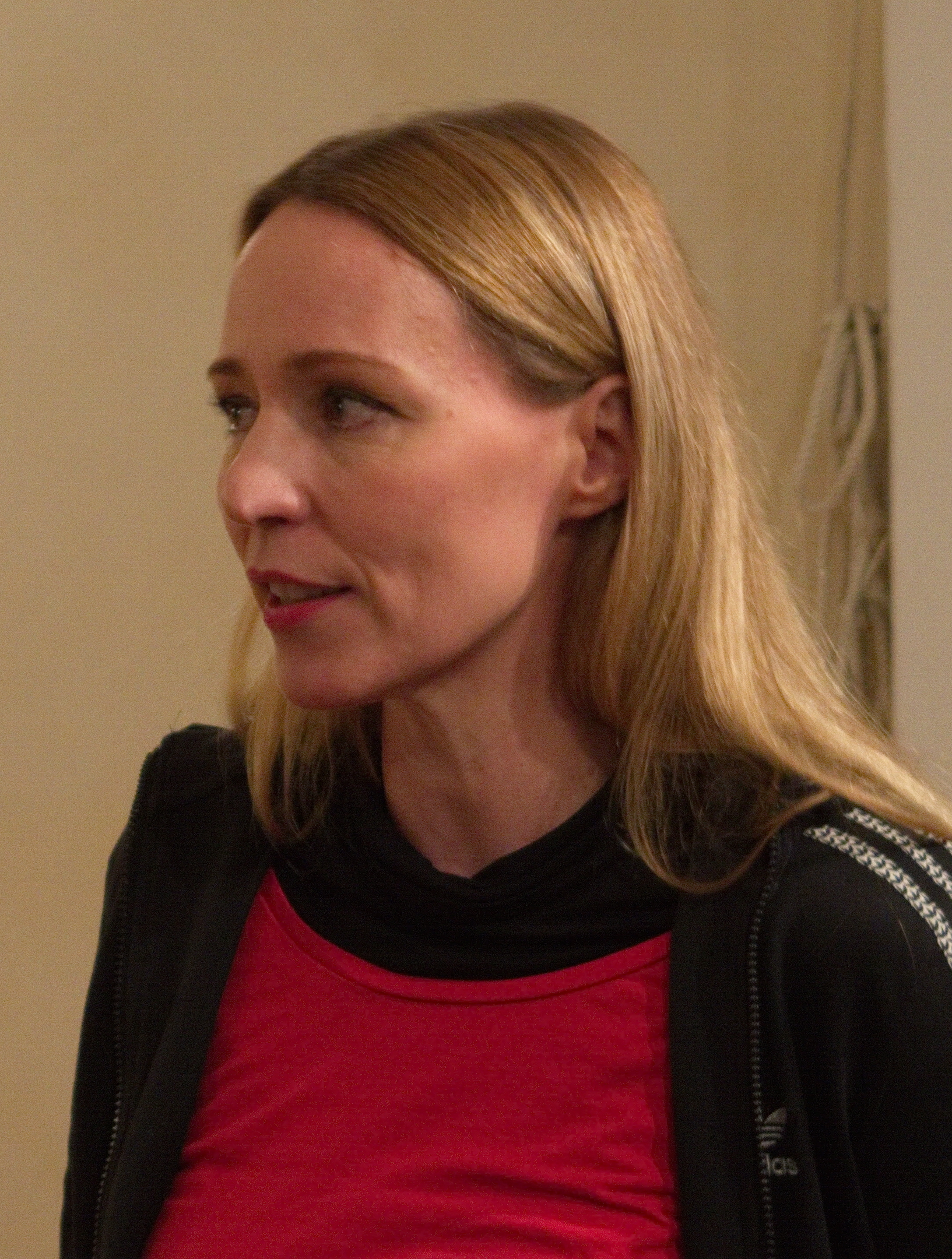
Julia Beerhold (2016)

Julia Beerhold (* 21. September 1965 in Düsseldorf, Nordrhein-Westfalen) ist eine deutsche Schauspielerin, Regisseurin und politische Aktivistin.

## Leben

### Wirken als Künstlerin
Beerhold verließ frühzeitig ihr Elternhaus. Nach verschiedenen Aufenthalten, unter anderem in Malaysia, Frankreich und Chile, lebte sie mehrere Jahre in Madrid. Sie absolvierte dort auch ihr Schauspielstudium an der Schauspielschule von Cristina Rota. In ihrer Klasse waren u. a. Penélope Cruz, Ernesto Alterio, Laura Aparicio und Aitor Merino.
Nach ihrer Rückkehr nach Deutschland Anfang der 90er Jahre war sie überwiegend als Schauspielerin für Film und Fernsehen tätig, aber auch als Sprecherin und Filmemacherin. Sie tingelte mit Varieté- und Cabaret-Auftritten durch die Kulturszene von Madrid und Köln und war Sängerin und Gitarristin in zwei Punkrock-Bands. Seit 1997 war sie regelmäßig als Pianistin und Sängerin mit dem eigens konzipierten Serge-Gainsbourg-Abend Ich liebe dich … ich auch nicht auf Tournee. Mit ihrer Punk-Pop-Band KW!RL tourte sie 2019 durch Argentinien.
Beerhold spielt seit 2004 regelmäßig in Kurz- und Kinofilmen. Im chilenischen Drama „Horcón – al sur de ninguna parte“ spielte sie die weibliche Hauptrolle. In der argentinisch-spanisch-polnischen Ko-Produktion „El último traje“ war sie in der Rolle der Ingrid zu sehen.
Im deutschen Fernsehen übernahm Beerhold mehrere durchgehende Serienrollen, verschiedene Episodenhauptrollen und auch Gastrollen. Eine durchgehende Serienhauptrolle hatte sie ab 1998 in der WDR-Fernsehserie Die Anrheiner als Volontärin, Journalistin und Moderatorin Karin Radke, die sie ab 2011 auch in der Fortsetzung Ein Fall für die Anrheiner spielte. In der Sat.1-Krimiserie Die Kumpel war sie 2001/02, an der Seite von Frank Stieren, in der Serienhauptrolle der Ehefrau des Polizeiermittlers Tim Laboga zu sehen. In der ZDF-Telenovela Lena – Liebe meines Lebens (2011) übernahm sie die Rolle der Musikproduzentin Maja Clemens.
Beerhold hatte außerdem diverse Episodenrollen, u. a. in den ZDF-Serien SOKO Köln, Die Rosenheim-Cops, Notruf Hafenkante sowie in der Sat.1-Krimiserie Der letzte Bulle und in der ARD-Krankenhausserie In aller Freundschaft. Beerhold wirkte auch in mehreren Fernsehfilmen mit. In der ARD-Krimikomödie Ein Fall für Fingerhut (2010) spielte sie an der Seite von Ralph Herforth die Rolle der Ehefrau Angelika Höllerich, die gemeinsam mit ihrem Mann eine dubiose Flirt-Schule mit esoterischem Einschlag leitet. In der ARD-Fernsehkomödie Freilaufende Männer (2011) spielte sie die Nebenrolle der Eloise.
Gelegentlich spielte Beerhold auch Theater. 2003 trat sie unter der Regie von Volker Lippmann am Theater Tiefrot in Köln als Marina in einer Bühnenfassung von Pedro Almodóvars Filmkomödie Fessle mich! auf. 2018 war sie in Rainer Werner Fassbinders Theaterstück Katzelmacher in der Rolle der Maria in einer Produktion des Kölner Ensembles „Die fette Vivienne“ zu sehen.
2023 wurde ihr autobiographisch geprägter Kino-Dokumentarfilm Hinter guten Türen zu den Internationalen Hofer Filmtage eingeladen.

### Engagement
Von 2009 bis 2017 war Julia Beerhold Vorstandsmitglied im Bundesverband Schauspiel (BFFS), von 2017 bis 2019 Bundesvorständin der Kleinpartei Demokratie in Bewegung.

## Filmografie
- 1997: Helden und andere Feiglinge
- 1998: Wilsberg: In alter Freundschaft (Fernsehreihe)
- 1998–2011: Die Anrheiner
- 1999: SK Kölsch
- 2001–2002: Die Kumpel (Fernsehserie)
- 2002: Bloch: Ein begrabener Hund (Fernsehreihe)
- 2004: Im Namen des Gesetzes
- 2005: Horcón, al sur de ninguna parte (Kinofilm, Chile)
- 2005: Emmas Glück
- 2007: Meine böse Freundin
- 2008: Die Treue-Testerin – Spezialauftrag Liebe
- 2008: Kleine Lüge für die Liebe
- 2008: Il giardino (Kurzfilm)
- 2008: Der Zwischenmieter (Kurzfilm)
- 2008: Tatort: Brandmal (Fernsehreihe)
- 2009: SOKO Köln
- 2009: Richterin ohne Robe
- 2010: Die Rosenheim-Cops (Fernsehserie, Folge: Keiner hat’s gesehen)
- 2010: Ein Fall für Fingerhut
- 2010: Der letzte Bulle (Fernsehserie, Folge: Der Weihnachtsmann ist tot)
- 2011: Notruf Hafenkante (Fernsehserie, Folge: Geld oder Liebe)
- 2011: Freilaufende Männer
- 2011: Lena – Liebe meines Lebens (Telenovela, Nebencast als Maja Clemens)
- 2011–2013: Ein Fall für die Anrheiner (Fernsehserie)
- 2011: In aller Freundschaft (Fernsehserie, Folge: Die Macht der Stille)
- 2011: Bloch: Inschallah
- 2011: Tatort: Herrenabend
- 2011: Tiere bis unters Dach (Fernsehserie, Folge: Kleiner Tierfeind)
- 2011–2012: Heiter bis tödlich: Henker & Richter (Fernsehserie)
- 2012: Das Leben ist nichts für Feiglinge
- 2012: Heiter bis wolkig
- 2012: Pastewka (Fernsehserie, Folge: Die SMS)
- 2013: Heldt (Fernsehserie, Folge: Heißer Stoff)
- 2013: Alles für meine Tochter
- 2014: Sternstunde ihres Lebens
- 2013–2015: Lindenstraße (Fernsehserie)
- 2018: Sankt Maik (Fernsehserie, Folge: Vor der Prozession ist nach der Prozession)
- 2023: Hinter guten Türen (Dokumentarfilm; Regie)[10]